# Acton (Califòrnia)
Acton és una concentració de població designada pel cens dels Estats Units a l'estat de Califòrnia. Segons el cens del 2000 tenia 2.390 habitants.

## Demografia
Segons el cens del 2000, Acton tenia 2.390 habitants, 797 habitatges, i 639 famílies. La densitat de població era de 198,9 habitants/km².
Dels 797 habitatges en un 42,7% hi vivien nens de menys de 18 anys, en un 65,2% hi vivien parelles casades, en un 9,7% dones solteres, i en un 19,7% no eren unitats familiars. En el 14,9% dels habitatges hi vivien persones soles el 5% de les quals corresponia a persones de 65 anys o més que vivien soles. El nombre mitjà de persones vivint en cada habitatge era de 3 i el nombre mitjà de persones que vivien en cada família era de 3,32.
Per edats la població es repartia de la següent manera: un 30,6% tenia menys de 18 anys, un 6,5% entre 18 i 24, un 26,2% entre 25 i 44, un 28,1% de 45 a 60 i un 8,6% 65 anys o més.
L'edat mediana era de 39 anys. Per cada 100 dones de 18 o més anys hi havia 97,6 homes.
La renda mediana per habitatge era de 63.156 $ i la renda mediana per família de 66.544 $. Els homes tenien una renda mediana de 50.985 $ mentre que les dones 35.819 $. La renda per capita de la població era de 26.810 $. Entorn del 5,5% de les famílies i el 3,5% de la població estaven per davall del llindar de pobresa.

## Poblacions properes
El següent diagrama mostra les poblacions més properes.